# Décalcomanie murale

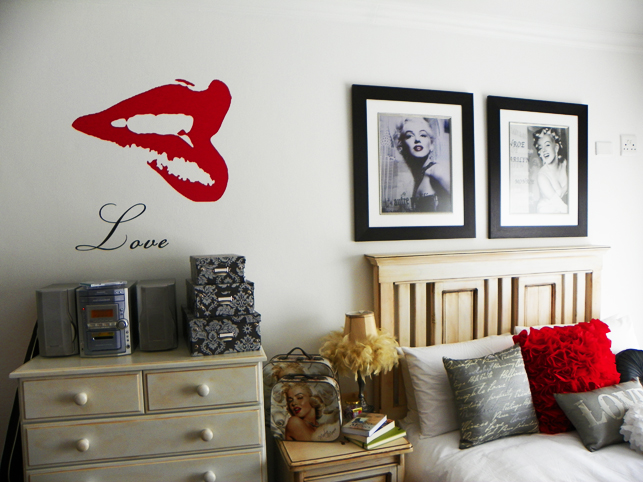
Exemple de décalcomanie murale en rouge

On appelle décalcomanie murale le procédé par lequel on reporte une image ou un motif sur une surface murale par le collage d'un autocollant de décoration murale, appelé décalque mural. Il a été décliné en décoration d'intérieur, pour les particuliers, en 2005.
Certains artistes d'art urbain se sont également approprié le principe et collent sur des murs des autocollants plus ou moins grands (voire des fresques), réalisés sur papier avec diverses techniques d'impression (gravure, tampons, etc.).

## Réalisation
La décalcomanie murale (en anglais : wall decal, wall sticker ou encore wall tattoo) est issue du marquage publicitaire que l'on retrouve notamment sur les vitrines de boutiques sous forme de vitrauphanie, sur les voitures, les bus ou les camions à des fins publicitaires ou de Personnalisation (automobile). Ce type de décoration murale est plus communément connue dans les pays Francophones sous le nom de stickers, autocollants, ou décoration adhésive murale.
Majoritairement fabriqués à partir de vinyle adhésif (vinyle polymère, monomère et coulé), la décalcomanie murale existe dans un nombre incalculable de couleurs, en finition brillante ou mate et pouvant imiter la surface de certains matériaux comme le chrome ou le carbone. Dans le cas ou la décalcomanie murale est fabriquée par un procédé de découpe dit, dans la masse, il est appliqué sur cette dernière un film transfert. Le film transfert permet d'apposer les multiples parties de la décalcomanie en une seule fois.
Pouvant être appliquée sur un grand nombre de surface (plexiglas, mur peint, vitres, métal, carrelage...), le domaine d'utilisation d'une décalcomanie murale est divers et varié.

## Utilisations
Encore peu connus du grand public jusqu'en 2007, la décalcomanie murale connait une certaine popularité en France, grâce à des émissions de télévision dédiées à la décoration intérieure telles que D&CO sur M6.
La décalcomanie murale voit son marché migrer vers la décoration d'intérieur. En effet, elle apporte de nouveaux horizons à la décoration : elle permet, par exemple, l'affichage en trompe-l'œil, ce qui assure un effet de grandeur, de profondeur et de réalisme supérieur à la décoration avec l'imagerie classique (posters, tableaux, etc.). Pour un coût faible et une mise en œuvre relativement simple — plus simple par exemple que la pose de papier peint —, ils permettent de changer l'ambiance d'une pièce, de la rafraîchir sans pour autant entamer des travaux de décoration trop lourds. C'est cette facilité d'embellir son intérieur à faible coût qui explique le succès de ce produit. 
Il est possible d'agrémenter son intérieur avec des décalcomanies murales de tous styles et de toutes tailles. Aujourd'hui, au même titre que pour le tee-shirt, des autocollants avec des graphismes drôles, innovants ou encore très artistiques dans leur démarche.